# Maisoncelle-Tuilerie
Maisoncelle-Tuilerie – miejscowość i gmina we Francji, w regionie Hauts-de-France, w departamencie Oise.
Według danych na rok 1990 gminę zamieszkiwało 220 osób, a gęstość zaludnienia wynosiła 28 osób/km² (wśród 2293 gmin Pikardii Maisoncelle-Tuilerie plasuje się na 778. miejscu pod względem liczby ludności, natomiast pod względem powierzchni na miejscu 615.).